# سنجاب برزیلی
سنجاب برزیلی (نام علمی: Sciurus aestuans) نام یک گونه از سرده سنجاب است.